# Pylaia-Chortiatis
Pylaia-Chortiatis  (Grieks: Πυλαία-Χορτιάτης) is sedert 2011 een fusiegemeente (dimos) in de Griekse bestuurlijke regio (periferia) Centraal-Macedonië.
De drie deelgemeenten (dimotiki enotita) van de fusiegemeente zijn:
- Chortiatis (Χορτιάτης)
- Panorama (Πανόραμα)
- Pylaia (Πυλαία)